# Tito Genúcio Augurino
Tito Genúcio Augurino (em latim: Titus Genucius Augurinus) foi um político da gente Genúcia nos primeiros anos da República Romana eleito cônsul em 451 a.C. com Ápio Cláudio Crasso Inregilense Sabino. Foi também decênviro no Primeiro Decenvirato. 

## Biografia
Tito Genúcio foi eleito cônsul com Ápio Cláudio Crasso Inregilense Sabino em 451 a.C., ano no qual foi instituído o Primeiro Decenvirato e, por isso, para compensar a perda do cargo consular, Tito (e Ápio) foi nomeado um dos primeiros dez decênviros.